# Взрез стрелки

Анимация, иллюстрирующая взрез стрелочного перевода

Взрез стрелочного перевода — инцидент на железнодорожном транспорте, заключающийся в переводе стрелки колёсами подвижного состава, движущегося по неустановленному маршруту в направлении от корневого крепления остряков к их концам (пошёрстное движение).

## Описание инцидента
Колёса движущегося состава, нажимая на отведённый остряк стрелки, придвигают его к рамному рельсу. Отведённый остряк увлекает за собой прижатый, который отводится от своего рамного рельса. Создаётся опасность для последующего движения по стрелке в обратном направлении. Взрез стрелки приводит к искривлению и излому остряков. Для исключения повреждений замыкающие приборы (стрелочные электрозамки, замыкатели и т. д.) делают взрезными (не повреждающимися при взрезе).
На железных дорогах России и СНГ взрез стрелки классифицируется как случай брака в работе. Но далеко не во всех железнодорожных системах мира это так. Например, в США и Мексике широко распространена практика пошерстного перевода стрелок на станционных и подъездных путях колесами подвижного состава. Соответственно, конструкция стрелочных переводов на это рассчитана.
В значительной части систем городского трамвая взрез - тоже штатная ситуация. Именно посредством взреза стрелок происходит переход подвижного состава с бокового пути на основной. Конструкция переводного механизма трамвайной стрелки отличается от такового для железнодорожной стрелки и нормально работает в таком режиме. Следует отметить, что такая практика применяется не во всех трамвайных системах. В России такими исключениями являются системы в Бийске и в Барнауле, где на маршрутной сети применяются стрелки железнодорожного типа (на парковых путях — трамвайные). Интересно, что примерно до 1990-х годов в этих городах также были обычные трамвайные стрелки, а переход на железнодорожные произошел из за дефицита трамвайных стрелок в 1980-е годы и отсутствия средств в 1990-е. Бывшие в употреблении железнодорожные стрелки приобретались по умеренной цене у местной дистанции пути и железнодорожных цехов промышленных предприятий.

## Причины взреза стрелки
Основные причины, приводящие к взрезу стрелки, это:
- Нарушение регламента действий или регламента переговоров, и, как следствие, положение стрелки не соответствует маршруту следования подвижного состава и гребень бандажа колёсной пары при пошёрстном движении подвижного состава прошёл между прижатым остряком и рамным рельсом
- При неплотном прилегании остряка к рамному рельсу (4 мм и более) гребень бандажа колёсной пары при входе на остряк попадает (врезается) между остряком и рамным рельсом

## Сигнализация о взрезе стрелки
В случае взреза стрелки на пост централизации (дежурному по станции) поступает сигнал, исключающий возможность управления этой стрелкой до устранения повреждения. Дежурный по станции может определить взрез стрелки по следующим признакам:
- звенит звонок «взрез стрелки»
- горит красная лампочка нарушения электрического контроля положения стрелки
- не горят лампочки электрического контроля плюсового и минусового положения стрелки при нажатии стрелочной кнопки (поворота рукоятки) плюсового или минусового положения
- электрическая подсветка не показывает, в каком положении находится стрелка (стрелки)
- перекрывается светофор для маршрута, в который входит взрезанная стрелка или для маршрута, в котором она является охранной

## Противошёрстный взрез
Также известны случаи взреза при противошёрстном движении. При нарушении норм содержания стрелочных переводов (неприлегание остряка к рамному рельсу) и колесных пар возможен противошёрстный взрез. В нормах содержания стрелочных переводов существует параметр, регламентирующий прилегание остряка к рамному рельсу (есть специальный простой шаблон «КОР» — «контроль остряк-рама» для контроля прилегания). На железнодорожном транспорте противошёрстный взрез обычно приводит к сходу с рельсов. Но и случается он очень редко.
Одним из примеров противошёрстного взреза может служить катастрофа в Эшеде, где перевод стрелки, приведший к перебросу задних колёс третьего вагона на соседний путь и сходу с рельсов оставшихся вагонов, произошёл из-за удара по остряку колёс передней тележки, сошедших с рельс из-за лопнувшего бандажа на одном из них.
Возможно, из-за противошёрстного взреза стрелки произошла и катастрофа в московском метро 15 июля 2014 года, но окончательное подтверждение этому может быть получено только после окончания расследования.